# Кароліна Бейлін
Кароліна Бейлін (пол. Karolina Beylin, псевдоніми Марія Малишевська і Кароль Вітковіцький; *13 квітня 1899, Варшава — †3 травня 1977, Варшава) — польська письменниця та перекладачка з англійської літератури (перекладала Діккенса, Джерома).
Походила з сім'ї з єврейським корінням. Закінчила факультет польської філології у Варшавському університеті. В 1926 році отримала ступінь доктора наук за роботу «Щоденне життя в творчості Пруста». В 1928 році дебютувала в пресі як журналістка. З 1946 року була редактором газети «Вечірній Експрес».
В 1973 році отримала нагороду міста Варшави за публіцистичну діяльність. Старша сестра Стефанії Бейлін.

### Вибрані твори
- Ми самі (повість Джерома)
- Варшавські оповідання (нарис)
- Таємниці Варшави 1822–1830 років (нарис)
- Один рік Варшави 1875 (нарис)
- Зустрілися у Варшаві. 1831–1960 (нарис)
- Dni powszednie Warszawy w latach 1880–1900 (нарис)
- W Warszawie w latach 1900–1914 (нарис)
- Warszawa znana i nieznana (повість)
- Piętnaście lat Warszawy. 1800–1815 (нарис)
- Warszawy dnie powszednie. 1900–1914 (нарис)
- Mieszkamy na Puławskiej (повість)
- Warszawa. Wysiadać (повість)
- Фабрика молодості (повість)
- Справа Йоанни Дорнової (повість)